# Indicatif régional 709
L'indicatif régional 709 est l'indicatif téléphonique régional de la province du Terre-Neuve-et-Labrador au Canada. L'indicatif régional couvre tout le territoire de la province.
L'indicatif régional 709 fait partie du Plan de numérotation nord-américain.
L'entreprise de services locaux titulaire pour l'indicatif 709 est Aliant (une partie du Bell Aliant Income Trust).

## Historique
Cet indicatif a été créé par la scission de l'indicatif régional 506 en 1962.
Jusqu'en 1955, les provinces maritimes du Canada (le Nouveau-Brunswick, la Nouvelle-Écosse, l'Île-du-Prince-Édouard et Terre-Neuve-et-Labrador) ont partagé l'indicatif régional 902 : le Nouveau-Brunswick, la Nouvelle-Écosse et l'Île-du-Prince-Édouard ont utilisé cet indicatif à partir de 1947 alors que Terre-Neuve-et-Labrador a fait de même à partir de son adhésion au Canada en 1949. L'indicatif 902 a été scindé en 1955 : La Nouvelle-Écosse et l'Île-du-Prince-Édouard ont gardé l'indicatif 902 alors que le Nouveau-Brunswick et Terre-Neuve-et-Labrador ont reçu l'indicatif 506. Une nouvelle scission a eu lieu en 1962 : le Nouveau-Brunswick a alors conservé l'indicatif 506 alors que Terre-Neuve-et-Labrador recevait l'indicatif 709.

## Principales villes de Terre-Neuve-et-Labrador et indicatifs de central correspondants
- Bay Roberts 709 - 222, 680, 683, 786, 787, 788
- Carbonear 709 - 595, 596, 597, 945
- Clarenville 709 - 425, 426, 427, 429, 433, 466, 766
- Conception Bay South 709 - 240, 480, 744, 781, 834, 835
- Corner Brook 709 - 388, 630, 632, 634, 637, 638, 639, 640, 660, 785
- Gander 709 - 234, 235, 256, 422, 424, 571, 651
- Grand Falls-Windsor 709 - 290, 292, 293, 486, 489, 572
- Labrador City 709 - 280, 282, 285, 288, 944, 987
- Lewisporte 709 - 535, 541, 569
- Saint-Jean 709 - 237, 273, 341, 351, 364, 368, 383, 551, 552, 553, 570, 576, 579, 631, 682, 685, 687, 689, 690, 691, 693, 697, 699, 722, 724, 725, 726, 727, 728, 729, 730, 733, 737, 738, 739, 740, 743, 745, 746, 747, 748, 749, 752, 753, 754, 757, 758, 763, 764, 765, 769, 770, 772, 777, 778, 782, 793, 800, 834, 864
- Stephenville 709 - 214, 283, 444, 641, 643, 646, 649, 721
- Twillingate 709 - 304, 628, 884, 893
- Portugal Cove - St. Philip's 709 - 895